# Alliance syndicale indépendante
L'Alianza Sindical Independiente (ASI - Alliance syndicale indépendante) est un syndicat du Venezuela affilié à la Confédération syndicale internationale et à la Centrale latino-américaine des travailleurs.